# 下戈加滕巴赫河

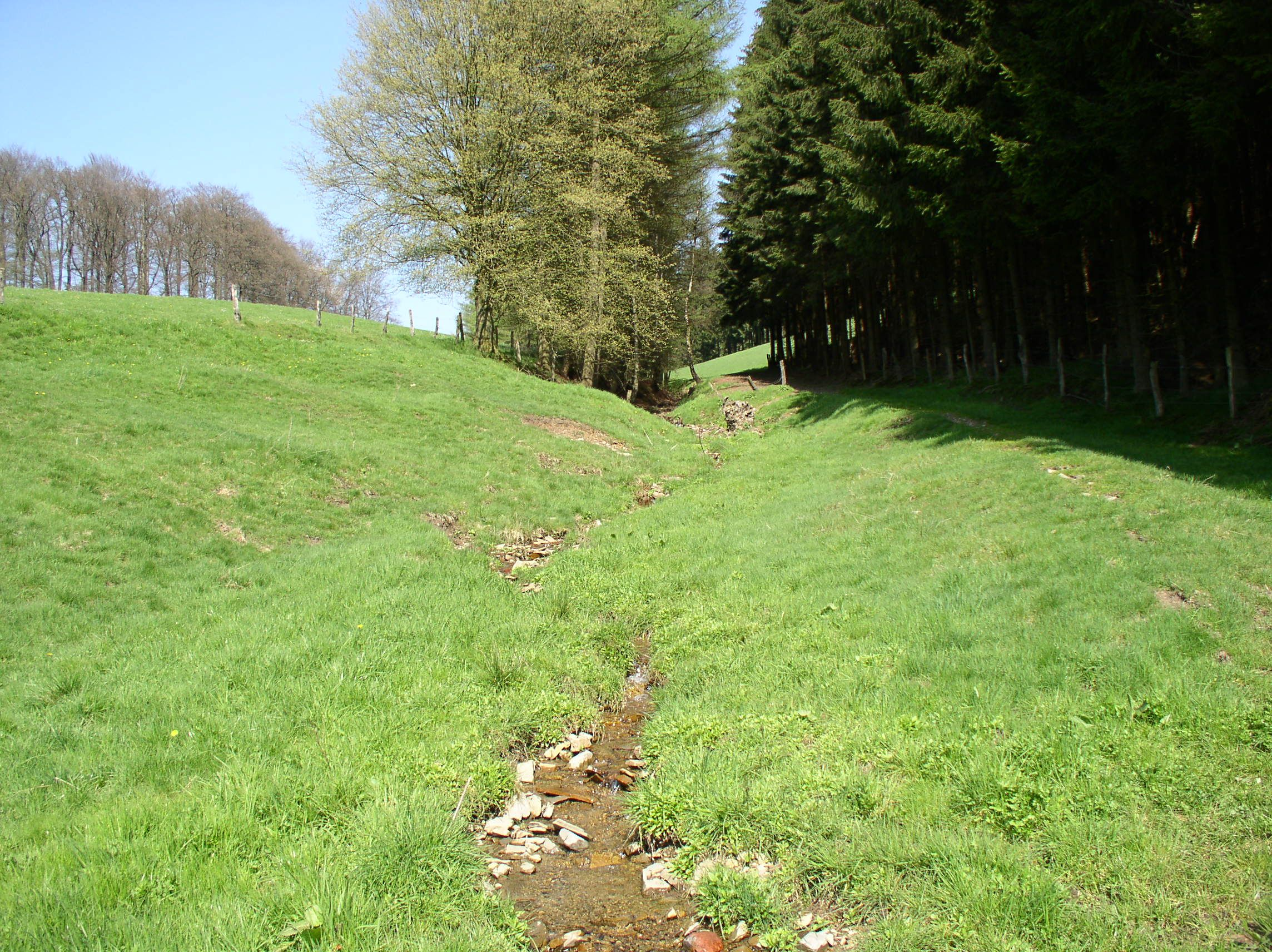

51°06′01″N 7°30′34″E / 51.100360°N 7.509393°E
下戈加滕巴赫河（德語：Niedergogartener Bach），是德國的河流，位於該國西部，處於北萊茵-威斯特法倫州，屬於伍珀河的右支流，河道全長0.5公里，流域東部主要是森林，西部則以草原居多。